# Monte Pedroso
Der Monte Pedroso ist ein 461 m hoher granitener Berg im Norden der spanischen Stadt Santiago de Compostela in der Pfarrei Santa Maria Figueiras.
Er ist nur 3 km vom Zentrum der Hauptstadt der Autonomen Gemeinschaft Galiciens entfernt. Zu erreichen ist er durch Obstgärten und die Calzada del Carmen, von der Kathedrale aus in halbstündigem Fußweg. Der Berg befindet sich auf der rechten Seite des Río Sarela, über den eine erhaltene mittelalterliche Brücke führt. Von seinem Gipfel gibt es eine gute Sicht auf Santiago de Compostela und andere Berge wie den Fontecova. Auf dem Gipfel stehen Antennen und Umsetzer für Radio und Fernsehen. Der Wald aus Koniferen, Kastanien, Eukalypten und Eichen wurde im Sommer 2006 durch ein Feuer schwer geschädigt. Zu einem anderen starken Waldbrand kam es im Juni 2011.
In der Nähe des Gipfels zeugen kreidemarkierte spiralförmige Felszeichnungen von der Anwesenheit des Menschen seit Stein- und Bronzezeit.